# بورشه تايكان
بورشه تايكان هي سيارة كهربائية من تصنيع شركة بورشه الألمانية. بدأ انتاجها في 2019  وتعتبر أول سيارة كهربائية من إنتاج بورشه.